# Quercus ignaciensis
Quercus ignaciensis — вид рослин з родини букових (Fagaceae), ендемік Мексики.

## Опис
Вид виростає більше 3 метрів заввишки.

## Поширення й екологія
Ендемік Мексики — Сонора.